# Scheloribates megalonyx
Scheloribates megalonyx är en kvalsterart som först beskrevs av Berlese 1916.  Scheloribates megalonyx ingår i släktet Scheloribates och familjen Scheloribatidae. Inga underarter finns listade i Catalogue of Life.